# Португалски ескудо
Португалски ескудо (енгл. Portuguese escudo, симбол:) је бивша валута Португала коришћена до увођења евра (1. јануар 1999. године) тј. до његовог званичног повлачења из употребе (28. фебруар 2002. године). Ескудо је подељен на 100 центава.
Количине новца у ескудима су се писале као „ескуда $ центава са цифраом као децималним сепаратором; на пример 25$00 у значењу 25,00 $, 100$50 у значењу 100,50 $. Због стопе конверзије од 1.000 реала = 1 $, у почетку су коришћена три децимална места (1 $ = 1$000).

## Историја
Ескудо је уведен 22. маја 1911. године као португласка национална валута. Тако је после Републиканске револуције 1910. замењен реал са односом 1.000 реала наспрам 1 ескуда. Термин mil réis (срп. хиљаду реала) остао је као колоквијални синоним за ескудо све до 1990-их. Један милион реала се звао conto de réis или једноставно conto. Овај израз се пренео на ескудо у значењу 1.000 $.
Вредност ескуда је у почетку била изражена као 675$00 = 1 kg злата. После 1914, вредност ескуда је пала, те је 1928. однос био 108$25 = фунта. Ово је измењено у 110$00 = фунта године 1931. Нови курс 27$50 ескуда = 1 амерички долар успостављен је 1940. године, а променио се на 25$00 исте 1940. те касније (1949. године) на 28$75.
Инфлација током 20. века учинила је центаве потпуно безвредним на самом крају; фракционалне вредности кованица као што су 0$50 и 2$50 су на крају повучене из употребе (1990-их). Уласком Португала у Еврозону, течај у односу на евро је био 200$482 = 1 €.

## Територијална употреба
Ескудо је коришћен на континенталном делу територије Португала (Азори и Мадеира), без разлика у кованом новцу и оном папирном. У афричким колонијама Португала ескудо је, генерално говорећи, искоришћен до успостављања њихове независности; португалске и понекад локалне кованице су биле у употреби поред новчаница у Народној банци за иностранство (за разлику од употребе у банкама Португала смештеним на његовом копненом делу територије). За више детаља, в. ескудо Анголе, Капе Вердеа, Мозамбика, Португалске Гвинеје и Сао Томе и Принсипе. Само је Капе Верде наставио са употребом ескуда Капе Вердеа. На Макауу, валута коришћена током колонијалног периода је била (а и данас је) патака. Источни Тимор је усвојио ескудо док је био португалска колонија, а пре овога је такође користио патаку. Португалска Индија је користила ескудо пре анексије од стране Индије.

## Кованице
Између 1912. и 1916. године, сребрних 10, 20 и 50 центава те 1 ескудо су били у употреби. Бронзаних 1 и 2 центава те 4 центава од купроникла су излазили у периоду 1917—1922.
Године 1920, бронзаних 5 центава те 10 и 20 центава од купроникла бивају уведени у употребу; касније (1924), бронзаних 10 и 20 центава те алуминијумско-бронзаних 50 центава заједно са 1 ескудом почињу да се користе. Алуминијумска бронза је замењена са купрониклом 1927. године.
Године 1932, сребрне кованице су уведене за 2½, 5 и 10 ескуда. 2½ и 5 ескуда је ковано до 1951. године са смањеним уделом сребра. Године 1963, купрониклених 2½ и 5 ескуда бива уведено, праћено са алуминујумских 10 центава, бронзаних 20 и 50 центава и 1 ескудом 1969. године. Купрониклених 10 и 25 ескуда бива уведено (редом) 1971. године и 1977. године. Године 1986, почиње нови начин ковања новца чији су се продукти користили све до замене валуте евром. Тада се ковало никл-месинганих 1, 5 и 10 ескуда, купрониклених 20 и 50 ескуда, са биметалних 100 и 200 ескуда уведених 1989. и 1991. године.
Кованице у употреби за време преласка на евро су биле:
- 1 ескудо (0,50 ¢)
- 5 ескуда (2,49 ¢)
- 10 ескуда (4,99 ¢)
- 20 ескуда (9,98 ¢)
- 50 ескуда (24,94 ¢)
- 100 ескуда (49,88 ¢)
- 200 ескуда (99,76 ¢)

Кованице су се могле размењивати за евро закључно са 31. децембром 2002. године.
Друго име за кованицу од 50 центава је било coroa — „круна”. Дуго времена након што је 50 центава изашло из употребе, људи су и даље називали 2$50 именом cinco coroas — „пет круна”.
Такође, људи су још увек користили име ескуда за време транзиције као производа старије валуте реала. Многи људи су тако 2$50 називали именом dois e quinhentos — „два и пет стотина”, односећи се на кореспонденцију 2$50 = 2500 реала. Tostão (мн. tostões) је други производ реала (1 tostão = 10 реала).

## Новчанице
Национална банка је издавала новчанице од 5, 10 и 20 центава између 1917. и 1925. године, док је између 1913. и 1922. Банка Португала увела новчанице и од 50 центава те 1, 2½, 5, 10, 20, 50, 100, 500 и 1000 ескуда. Новчанице од 50 центава и 1 ескуда престале су се штампати 1920. године, а после њих су се престале правити новчанице и од 2½, 5 и 10 ескуда 1925. и 1926. године. Новчанице од 5.000 ескуда уведене су 1942. године.
Последње новчанице од 20 и 50 ескуда су одштампане (редом) 1978. и 1980. године, док је папирних 100 ескуда замењено кованицом 1989. године, исте године када је 10.000 ескуда као папирна новчаница ушло у употребу.
Новчанице у употреби за време преласка на евро су биле:
- 500 ескуда (2,49 €)
- 1.000 ескуда (4,99 €)
- 2.000 ескуда (9,98 €)
- 5.000 ескуда (24,94 €)
- 10.000 ескуда (49,88 €)

Новчанице се још увек могу вратити Централној банци Португала и заменити за евре (до 28. фебруара 2022. године).
Новчанице ескуда су на себи имале значајне личности из историје Португала. Последња серија новчаница је имала осликане догађаје Доба открића те личности попут Жоаоа де Бароса, Педра Алвареса Кабрала, Бартоломеа Дијаза, Васка де Гаме те Хенрика Морепловца.
Последњих папирних 100 ескуда на себи је имало лик Фернанда Песое, познатог португалског писца и песника.
| Новчанице португалског ескуда (изд. „Португалски поморци и истраживачи”, 1995—2000) | Новчанице португалског ескуда (изд. „Португалски поморци и истраживачи”, 1995—2000) | Новчанице португалског ескуда (изд. „Португалски поморци и истраживачи”, 1995—2000) | Новчанице португалског ескуда (изд. „Португалски поморци и истраживачи”, 1995—2000) | Новчанице португалског ескуда (изд. „Португалски поморци и истраживачи”, 1995—2000) | Новчанице португалског ескуда (изд. „Португалски поморци и истраживачи”, 1995—2000) | Новчанице португалског ескуда (изд. „Португалски поморци и истраживачи”, 1995—2000) |
| Слика                                                                               | Вредност                                                                            | Еквивалент у еврима (€)                                                             | Основна боја                                                                        | Аверс                                                                               | Реверс                                                                              | Водени жиг                                                                          |
| ----------------------------------------------------------------------------------- | ----------------------------------------------------------------------------------- | ----------------------------------------------------------------------------------- | ----------------------------------------------------------------------------------- | ----------------------------------------------------------------------------------- | ----------------------------------------------------------------------------------- | ----------------------------------------------------------------------------------- |
|                                                                                     | 500 ескуда                                                                          | 2,49 €                                                                              | љубичаста и смеђа                                                                   | Жоао де Барос                                                                       | алегорија Доба открића                                                              | Жоао де Барос                                                                       |
|                                                                                     | 1.000 ескуда                                                                        | 4,99 €                                                                              | љубичаста и смеђа                                                                   | Педро Алварес Кабрал                                                                | једрењак, животиње Бразила                                                          | Педро Алварес Кабрал                                                                |
|                                                                                     | 2.000 ескуда                                                                        | 9,98 €                                                                              | плаво-љубичаста и дубока плаво-зелена                                               | Бартоломео Дијаз; крузадо кованица Дом Жоаоа II                                       | једрењак, компас-картица, мапа                                                      | Бартоломео Дијаз                                                                    |
|                                                                                     | 5.000 ескуда                                                                        | 24,94 €                                                                             | дубока маслинасто-зелена и смеђе-љубичаста                                          | Васко де Гама                                                                       | једрењак, Васко де Гама са надлежнима у Калкути                                     | Васко де Гама                                                                       |
|                                                                                     | 10.000 ескуда                                                                       | 49,88 €                                                                             | љубичаста и тамносмеђа                                                              | Хенрик Морепловац (Инфанте Дом Енрике)                                              | једрењак                                                                            | Хенрик Морепловац (Инфанте Дом Енрике)                                              |

## Колоквијални изрази
је био незванични производ ескуда: 1 конто је вредео 1.000$00, 2 конта су вредела 2.000$00 итд. Изворни израз је био conto de réis — „један милион реала”. Пошто је ескудо вредео 1.000 реала (старија валута), тиме је један конто био исто као и хиљаду ескуда. Израз је остао у употреби и после увођења евра, иако много ређе (у значењу 5 € тј. отприлике 1.000 ескуда).
Понекад се реч paus — досл. „штапићи” користила уместо ескуда (порт. Tens mil paus? — „Имате ли 1.000 ескуда/штапића?”). Током преласка са ескуда на евре Португалци су имали пошалицу у којој се говорило да су изгубили три валуте: ескудо, конто и пау.